# Steven Greenberg
Steven Greenberg (1956. június 19. –) amerikai ortodox rabbi, a New York-i Yeshiva Egyetemen szerzett filozófia diplomát, majd rabbiként végzett a Rabbi Isaac Elchanan Theological Seminary-ban. Mint az első nyíltan meleg ortodox rabbit emlegetik, miután 1999-ben felvállalta melegségét a Maariv c.  izraeli újságban, és szerepelt az ortodox zsidó meleg és leszbikus emberekről szóló, Remegve I-ten előtt c. 2001-es dokumentumfilmben.
Greenberg a National Jewish Center for Learning and Leadership (CLAL) tanára és a központ Sokszínűségi Projektjének igazgatója. 2004-ben jelent meg Wrestling with God and Men: Homosexuality in the Jewish Tradition c. könyve, amely 2005-ben elnyerte a Koret Zsidó Könyvdíjat filozófia kategóriában.
2012-ben a The Daily Beast és a Newsweek Amerika 50 legfontosabb rabbija 2012 címmel közzétett listáján a 33. helyet érte el.